# Херинг, Роберт
Роберт Херинг (нем. Robert Hering; род. 14 июня 1990, Гера, Тюрингия, Германия) — немецкий легкоатлет, специализирующийся в спринтерском беге. Призёр чемпионатов мира и Европы среди юниоров. Чемпион Германии. Участник летних Олимпийских игр 2016 года.

## Биография
Довольно рано начал показывать высокие результаты в спринтерском беге. В 17 лет стал чемпионом Европы среди юниоров в эстафете 4×100 метров, через год выиграл бронзу в беге на 200 метров на юниорском первенстве мира.
В 2009 году на чемпионате Европы среди юниоров вновь стал первым в эстафете и вторым на дистанции 200 метров. Выиграл взрослый чемпионат страны в беге на 200 метров с личным рекордом 20,41, благодаря которому в 19 лет попал на домашний чемпионат мира. Ему удалось успешно преодолеть стадии предварительных забегов и четвертьфиналов, но для выхода в финал ему не хватило 0,07 секунды.
После яркого старта карьеры последовала долгая череда неудач. За последующие шесть лет Роберт перенес травмы позвоночника, подколенного сухожилия, преодолел потерю мотивации и только в 2015 году вернулся в сборную страны.
Выступал в предварительных забегах эстафеты 4×100 метров на чемпионате Европы 2016 года (где немцы завоевали бронзовые медали). На Олимпийских играх в Рио-де-Жанейро также был в составе четвёрки, которая заняла девятое место по итогам предварительных забегов и не пробилась в финал.
Является военнослужащим Бундесвера.

## Основные результаты
| Год  | Турнир                         | Место проведения         | Дисциплина       | Место      | Результат |
| ---- | ------------------------------ | ------------------------ | ---------------- | ---------- | --------- |
| 2007 | Чемпионат Европы среди юниоров | Хенгело, Нидерланды      | 200 м            | 5-е        | 21,33     |
| 2007 | Чемпионат Европы среди юниоров | Хенгело, Нидерланды      | эстафета 4×100 м | 1-е        | 39,81     |
| 2008 | Чемпионат мира среди юниоров   | Быдгощ, Польша           | 200 м            | 3-е        | 20,96     |
| 2008 | Чемпионат мира среди юниоров   | Быдгощ, Польша           | эстафета 4×100 м | — (заб.)   | DNF       |
| 2009 | Чемпионат Европы среди юниоров | Нови-Сад, Сербия         | 200 м            | 2-е        | 20,83     |
| 2009 | Чемпионат Европы среди юниоров | Нови-Сад, Сербия         | эстафета 4×100 м | 1-е        | 39,33     |
| 2009 | Чемпионат мира                 | Берлин, Германия         | 200 м            | 11-е (1/2) | 20,52     |
| 2016 | Чемпионат Европы               | Амстердам, Нидерланды    | эстафета 4×100 м | 2-е (заб.) | 38,25     |
| 2016 | Олимпийские игры               | Рио-де-Жанейро, Бразилия | эстафета 4×100 м | 9-е (заб.) | 38,26     |